# Amélie Diéterle

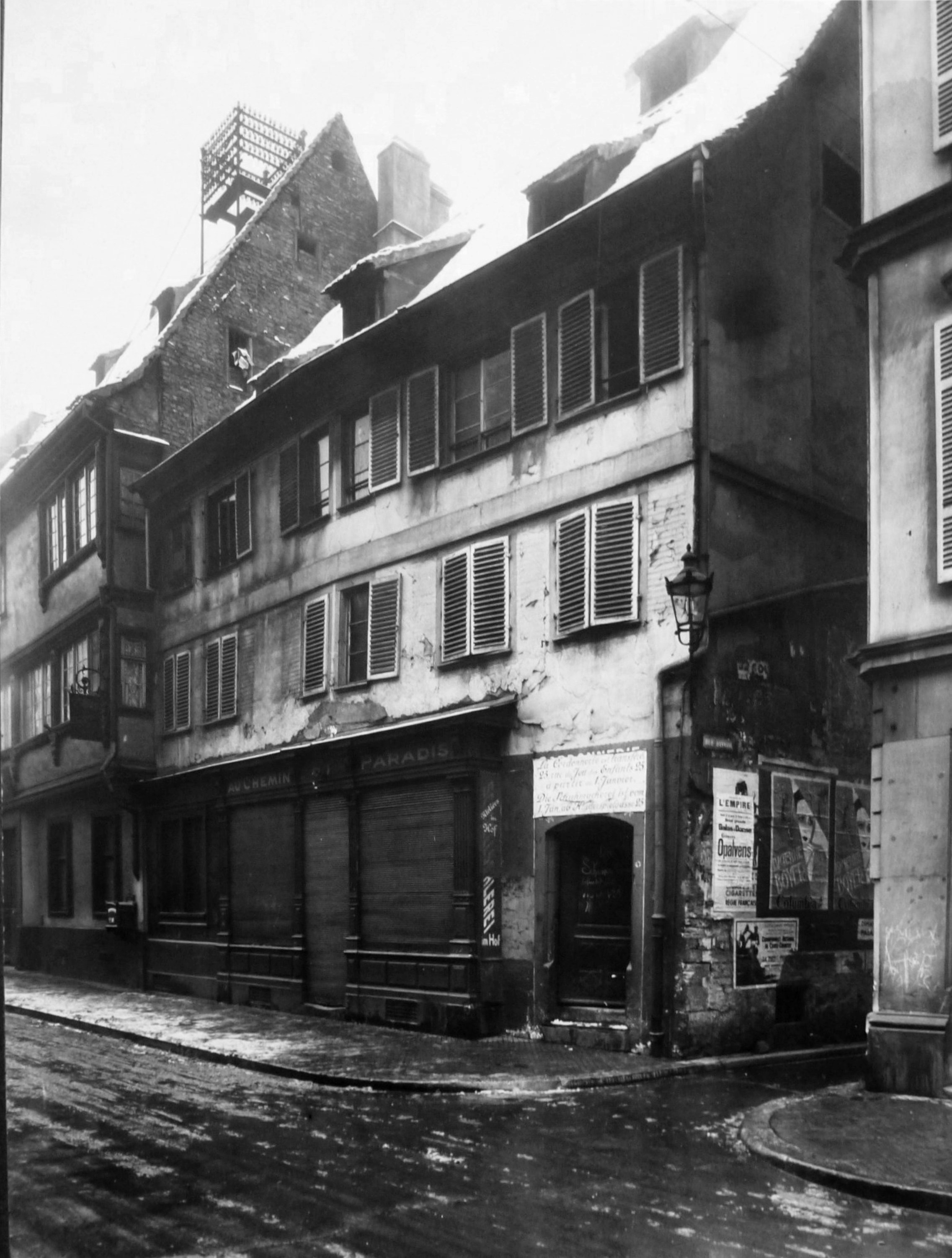
geboortehuis van Amélie "rue du Jeu des enfants" 44 (Kinderspielgasse), Straatsburg

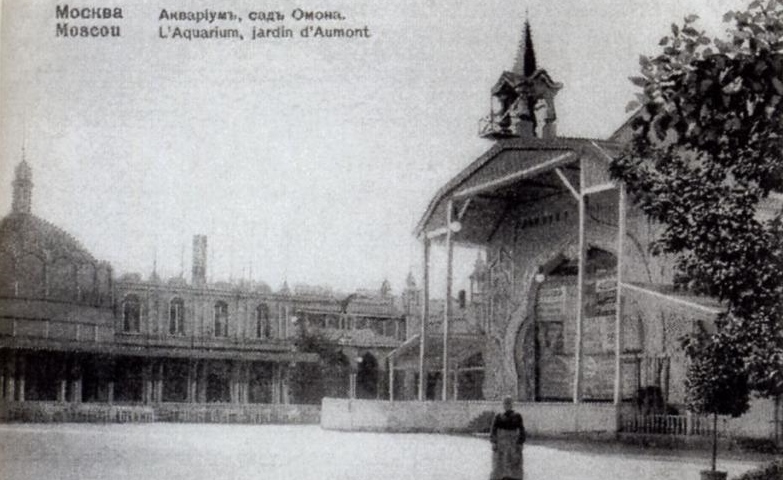
Aumont Theatre, Moskou

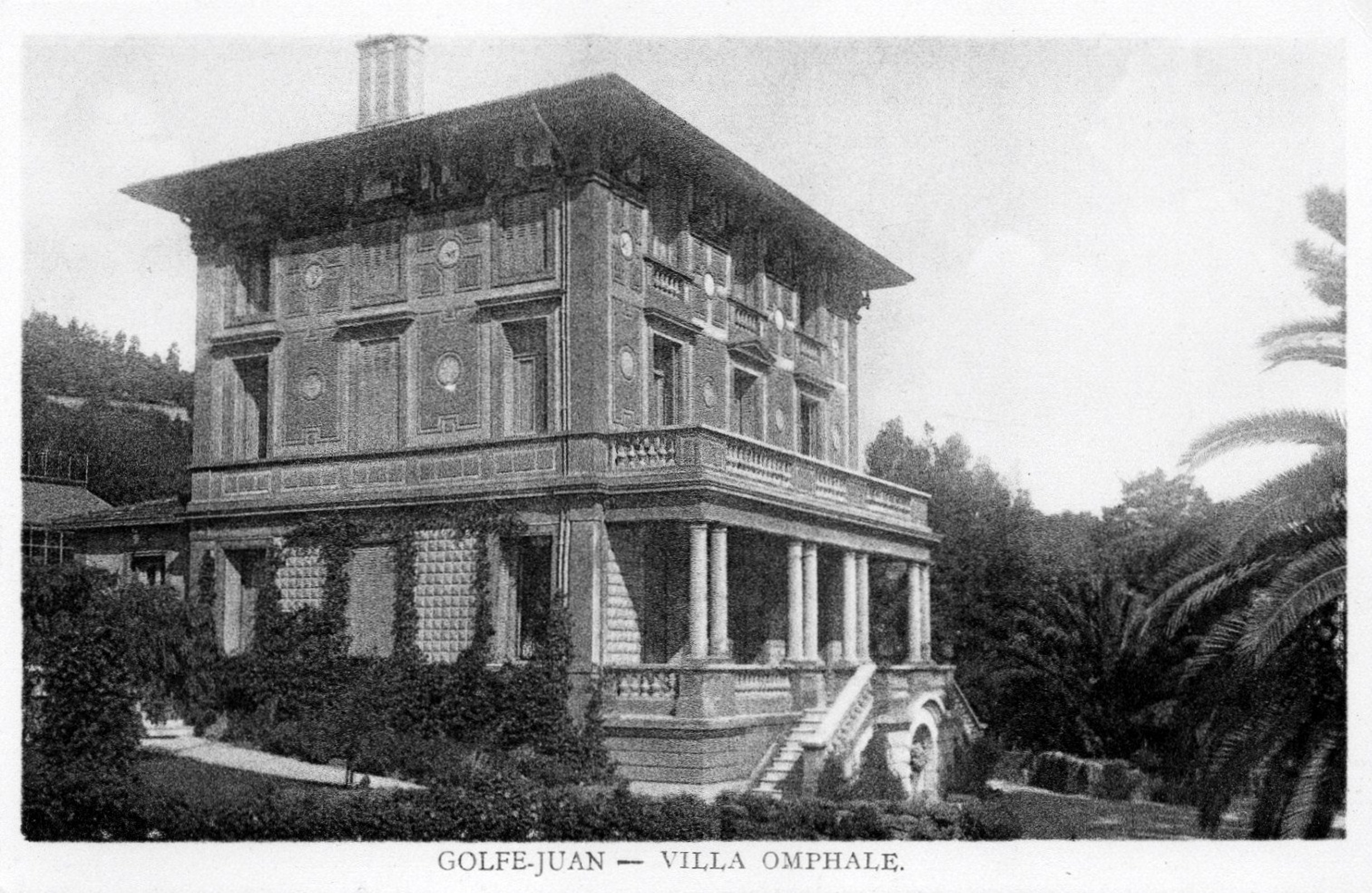
OmphaleGolfe-Juan

Amélie Diéterle (Straatsburg, 20 februari 1871 - 20 januari 1941) was een Franse actrice en operazangeres.

## Levensloop
Amélie Diéterle werd geboren in Straatsburg als eerste kind van het dienstmeisje Dorothée Catherine Dieterle (Reichenbach an der Fils, 10 januari 1851 - Vallauris, 29 november 1930) en de Franse officier Louis Alexis Laurent (Pompierre, 10 augustus 1837 - Croissy-sur-Seine, 19 september 1919). Hij verbleef in 1870 in een garnizoen bij München en in 1871 in Straatsburg, pas in 1892 erkende hij haar als zijn kind. Op 5 februari 1872 werd nog een zoon geboren, Ernest.
Het gezin verhuisde naar Dijon (rue Gagnereaux 5), in 1885 ging Diéterle naar het plaatselijk conservatorium (rue Chabot-Charny 40-42) en kreeg les van de componist Charles Laurent.
In 1888 verdronk haar 16-jarige broer Ernest na een epilepsieaanval in een van de zandputten aan de rand van de stad.
Op 1 juni 1890 verhuisde het gezin naar Parijs (rue des Dames 51), vier weken later kreeg zij de eerste prijs voor zang en notenleer aan het conservatorium van Dijon, de prijs werd uitgereikt door Théodore Dubois. In 1891 kwam ze bij het "Théatre des Variétés" aan de Boulevard Monmartre.
Juni 1898 ging zij op tournee naar Moskou, (Aumont Theater en het Olympia Theater) en naar Sint-Petersburg, ze verbleef in het stadje Krasnoye Selo dicht bij Sint-Petersburg. Ze zong daar Bretonse, Provençaalse en Nederlandse liederen.
Haar beschermer was de theatereigenaar Paul Sébastien Gallimard, later werd ze zijn maîtresse.
Diéterle was van 1891 tot 1925 lid van het Théâtre des Variétés.
In 1901 kocht Diéterle grond in Croissy-sur-Seine op de hoek van de rue Maurice-Berteaux 19 en de rue des Coteaux, waarop ze, naar de mode van die tijd, een mooie villa bouwde met de uitstraling van een Engels huisje die ze Villa Omphale noemde, naar een van haar grote rollen (The Labors of Hercules in 1901).

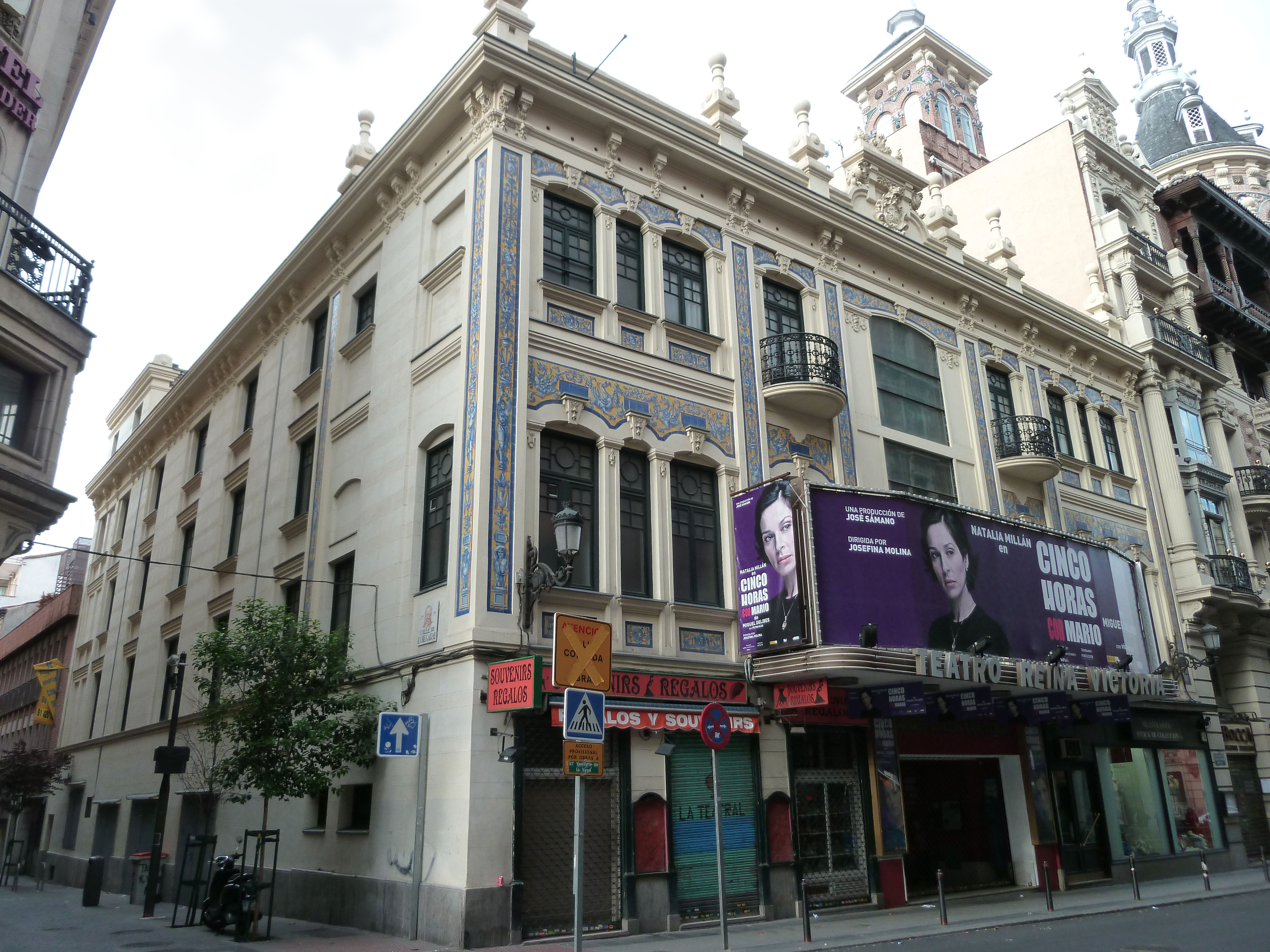
Teatro Reina Victoria (Madrid)

Op 27 april 1904 gaat ze naar Brazilië, na een succesvolle tournee van vier maanden later in augustus in Buenos Aires. Op 28 augustus 1904 keertde ze terug in Frankrijk (Bordeaux).
In 1917 trad ze ook op in Spanje, in het "Teatro Reina Victoria in Madrid.
In 1927 liet ze een pand bouwen aan de Route Nationale in Golf-Juan in de gemeenteVallauris in het departement Alpes-Maritimes. De villa, in Griekse stijl, kreeg de naam "Omphale", op 31 december werd het huis in gebruik genomen met een groots Grieks feest.
16 juni 1930 trouwde Diéterle met André Louis Simon (Parijs, 20 mei 1877 – Nice 1965) in Vallauris, hij was eerder getrouwd en gescheiden van Esther Adèle Léontine Moijse.
Diéterle overleed op 20 januari 1941 en was inmiddels zo weinig bekend dat haar overlijden pas half februari in de kranten werd vermeld.

## Afbeeldingen

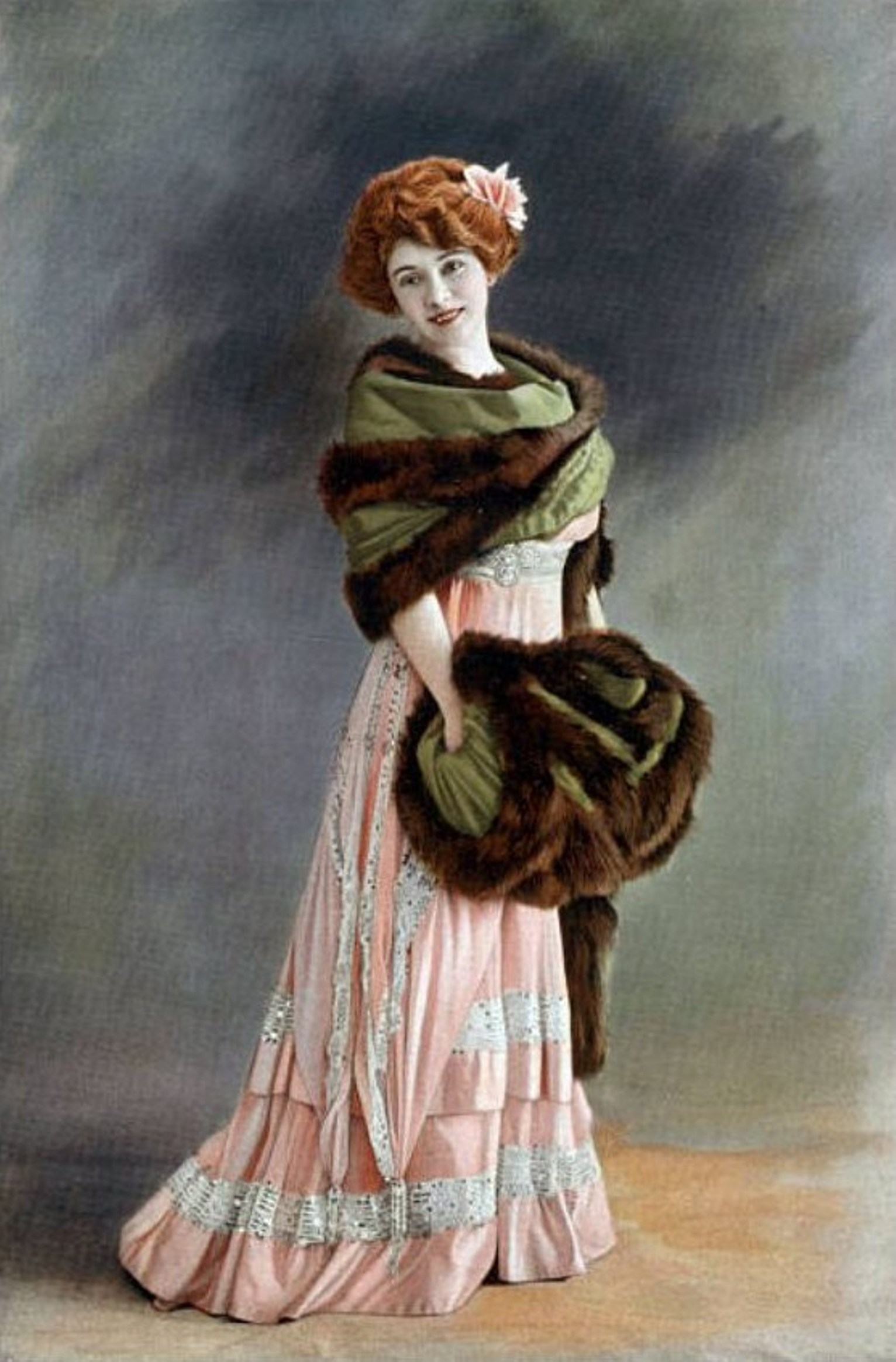
Amélie Diéterle
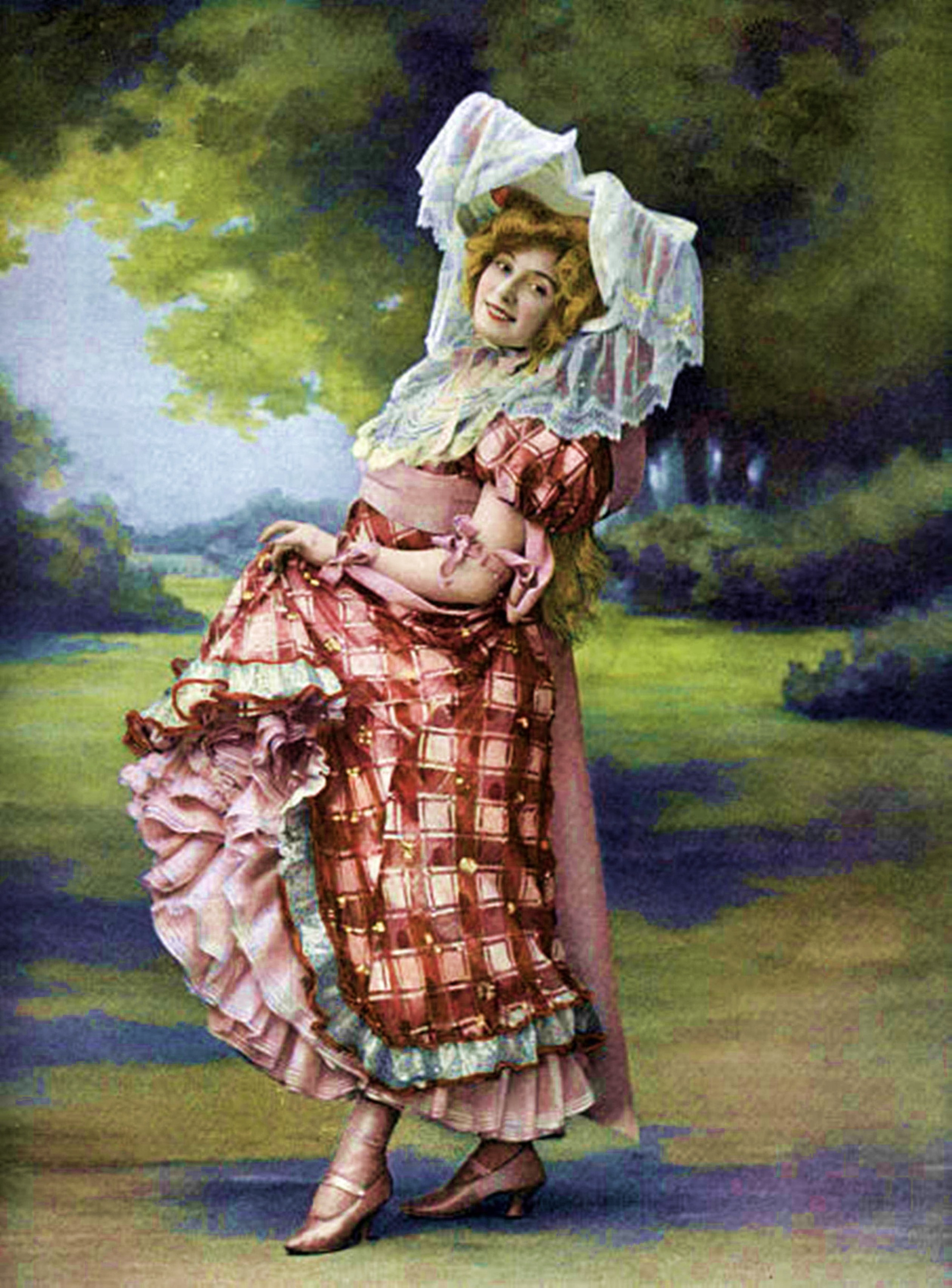
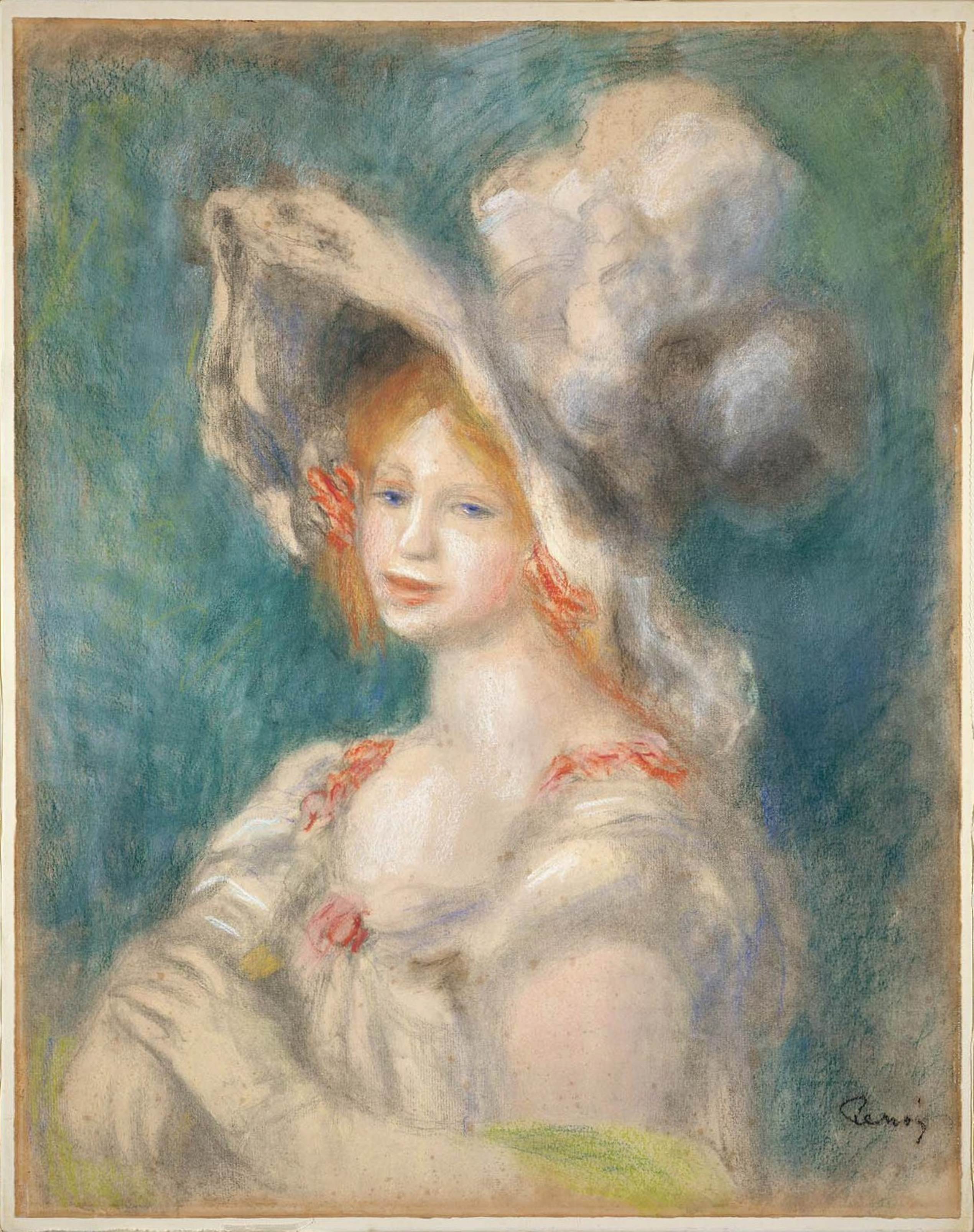
1903, Amélie door Auguste Renoir
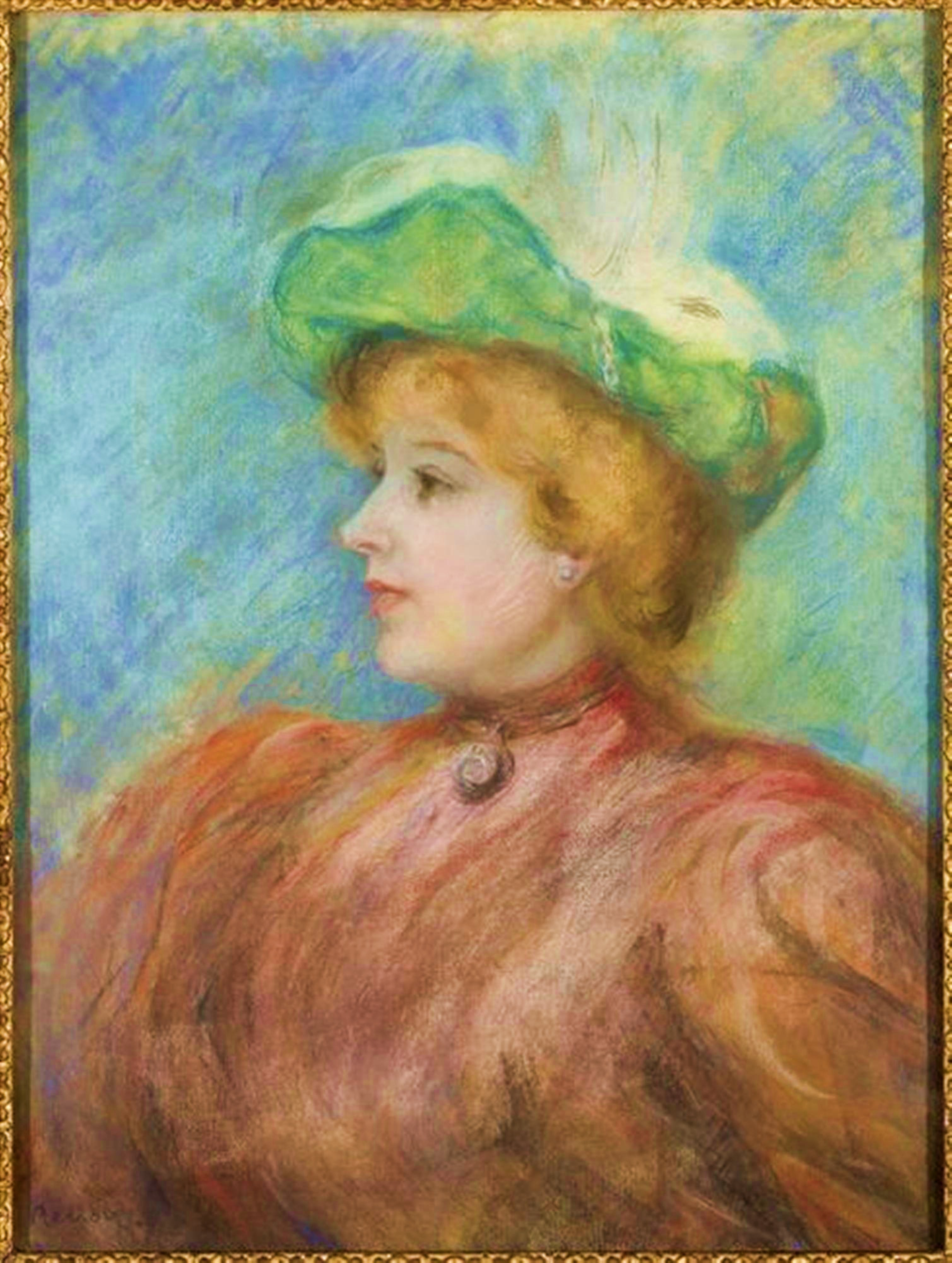
Amélie door Auguste Renoir
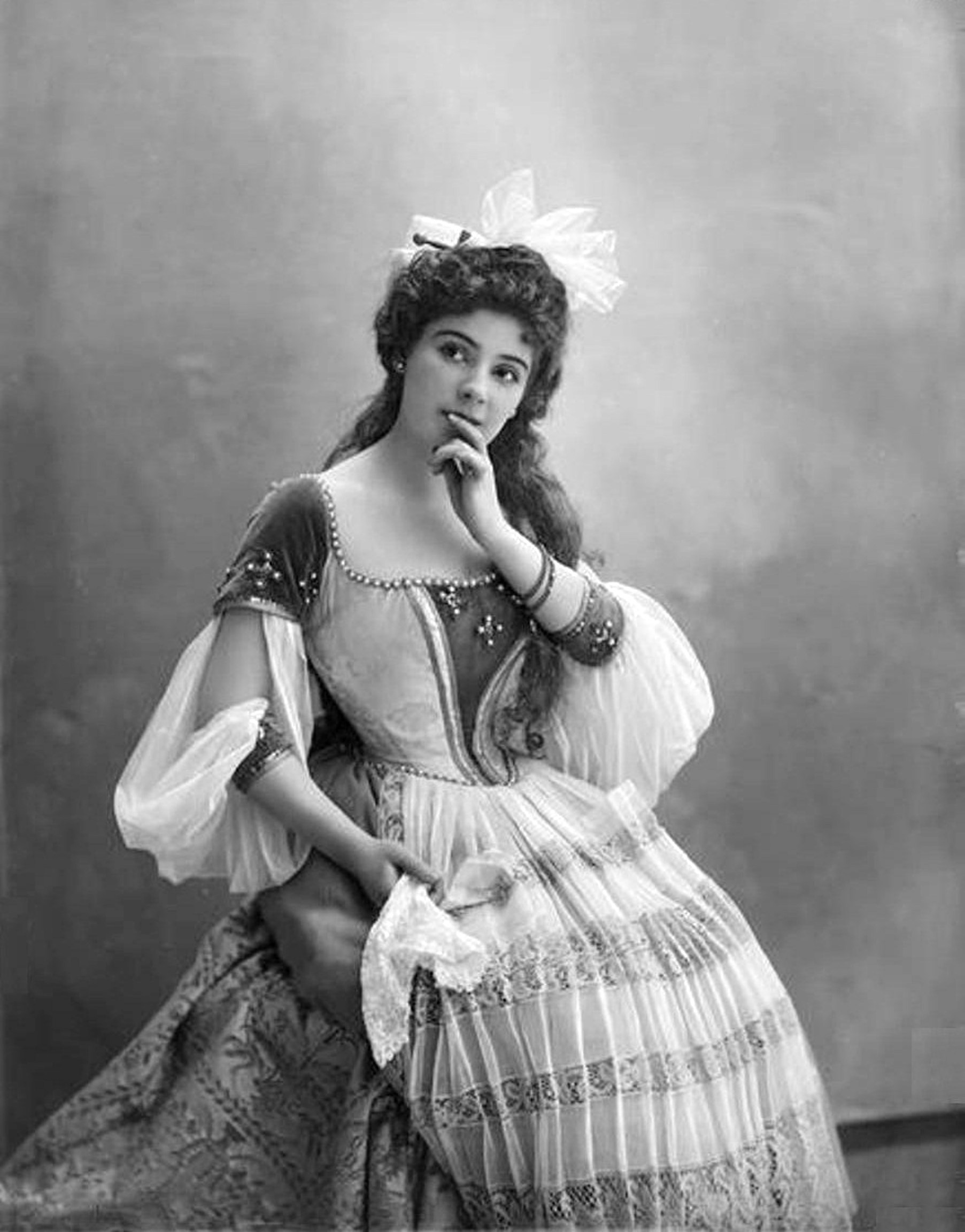
1895, "Le carnet du diable"
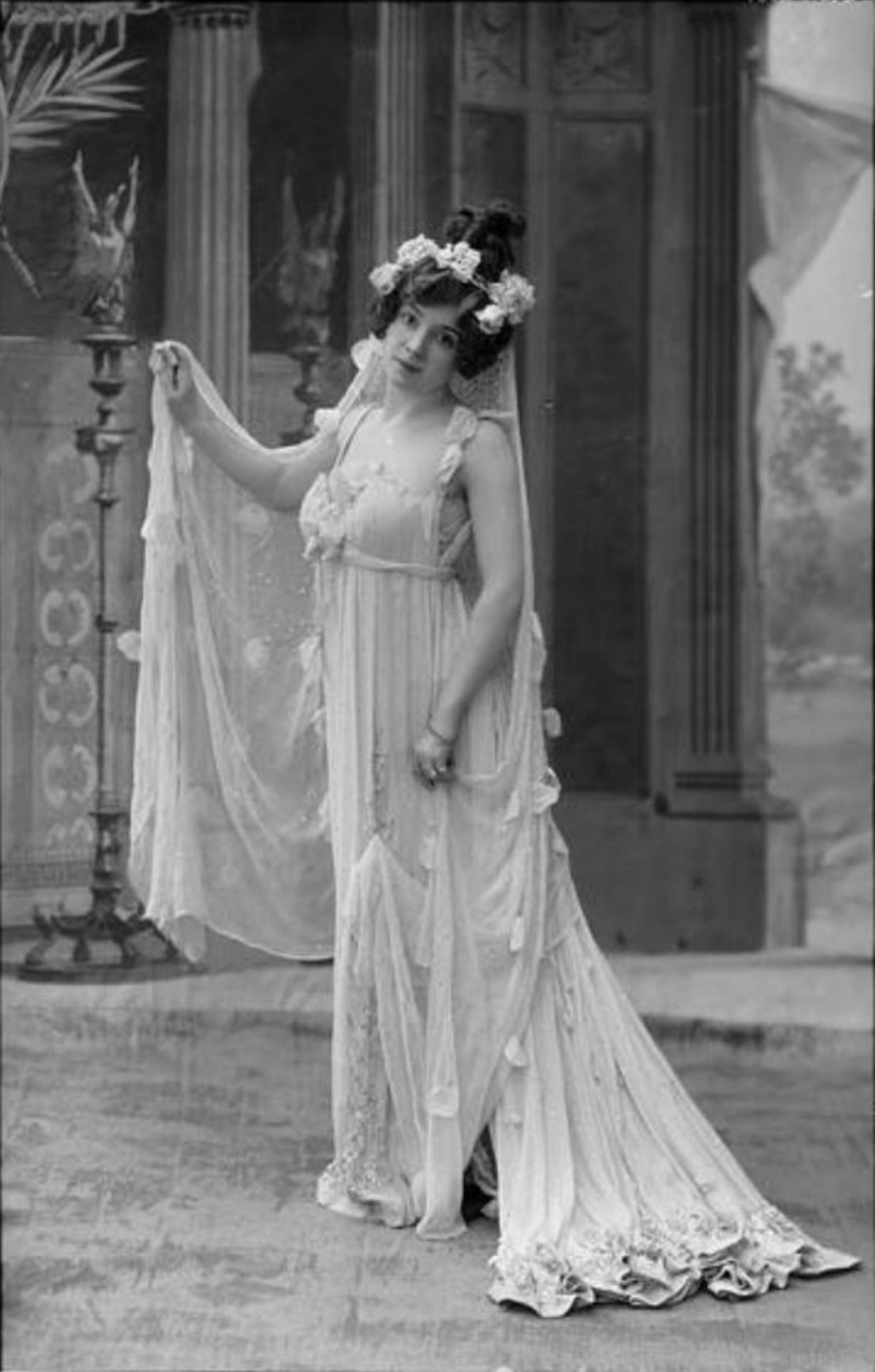
1901, "Les Travaux d'Hercule
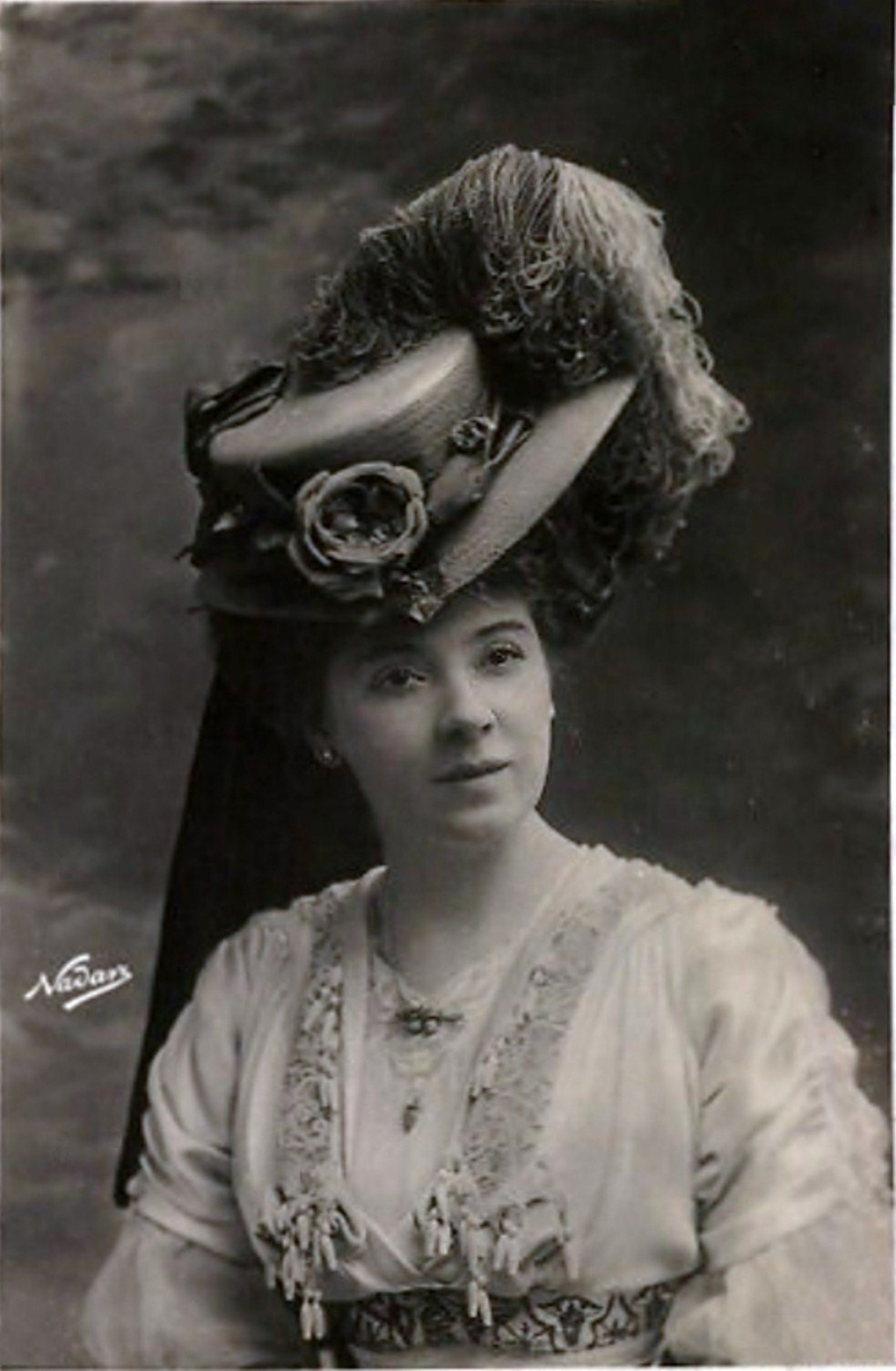
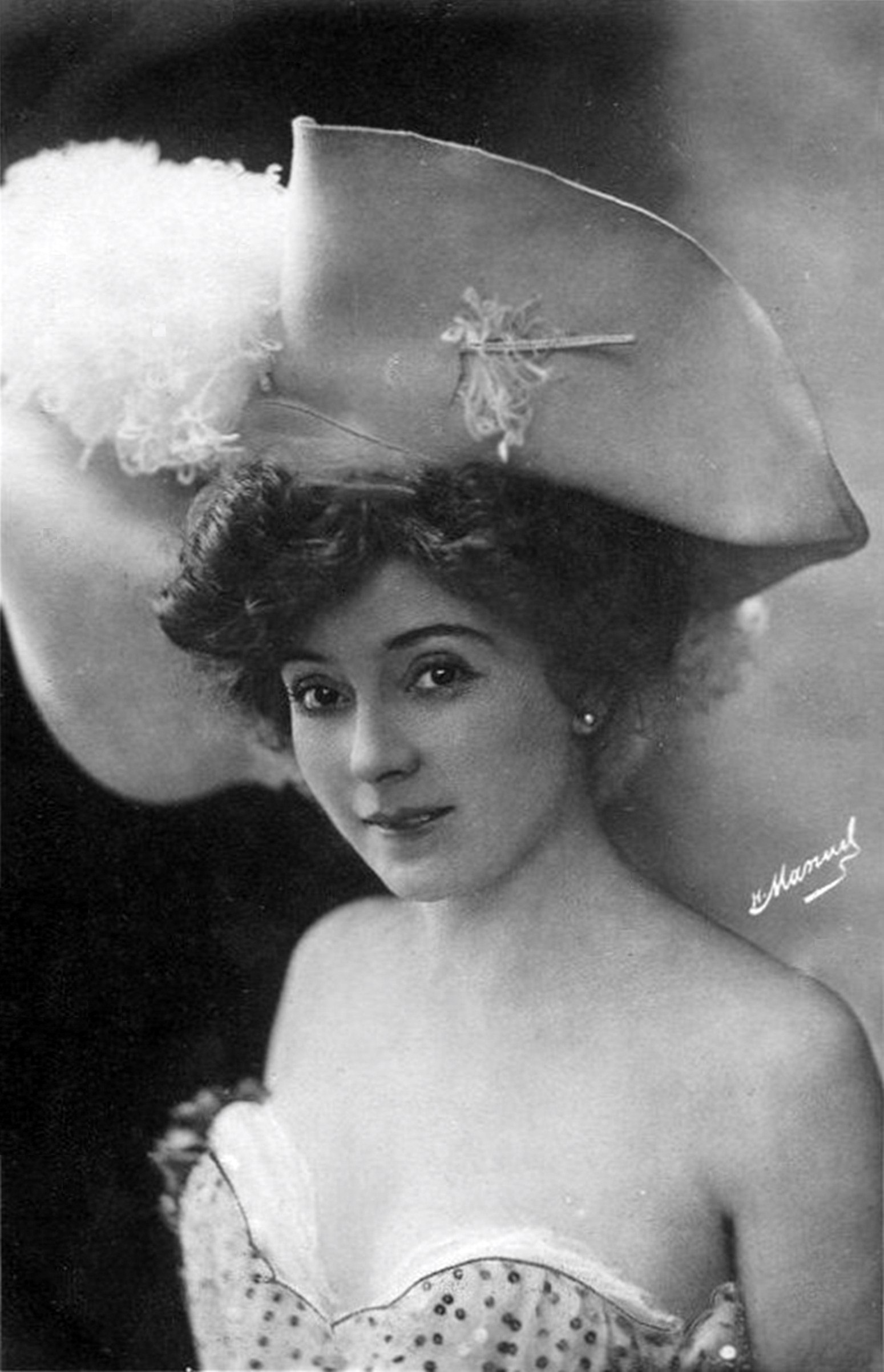
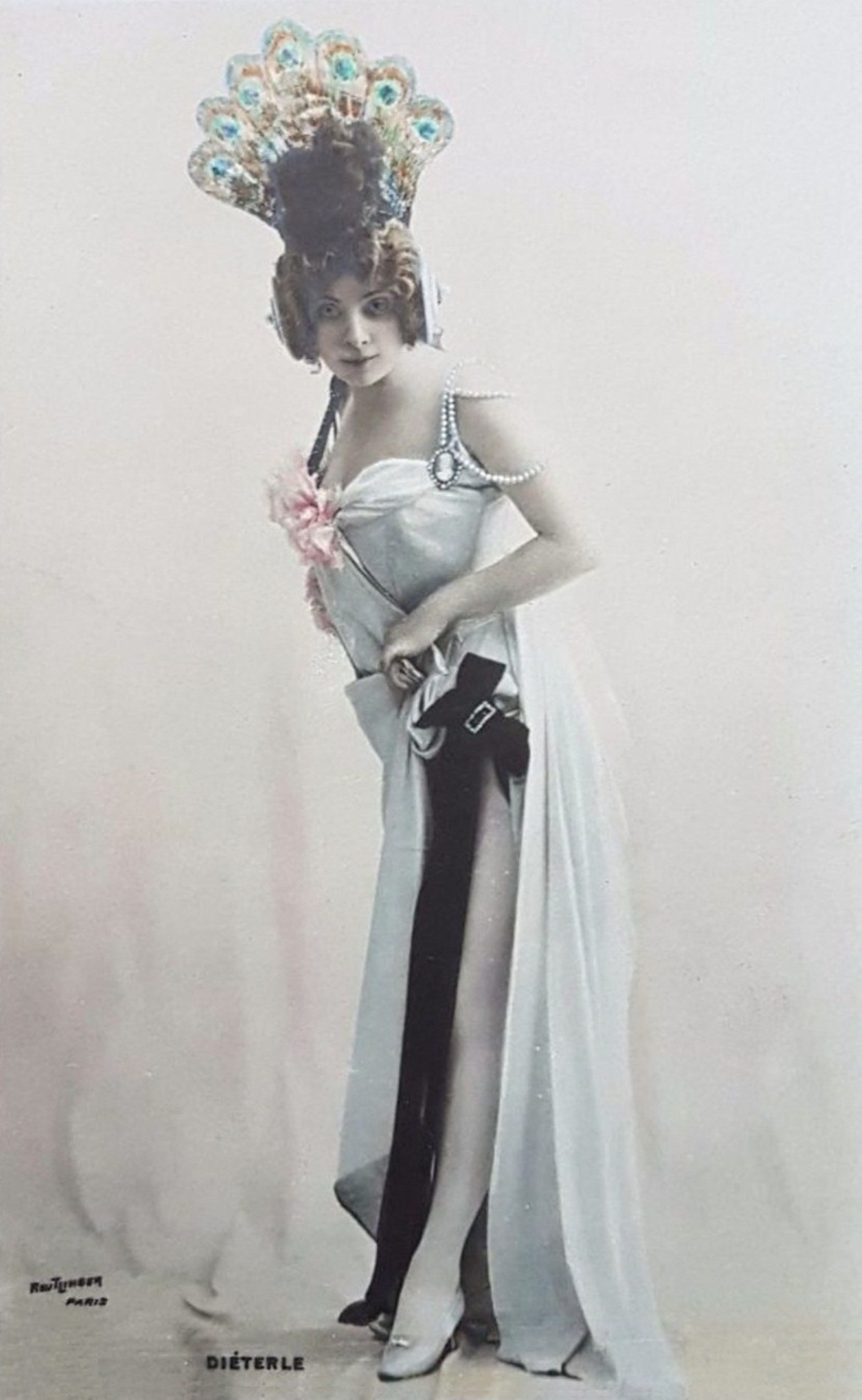
Bengaline
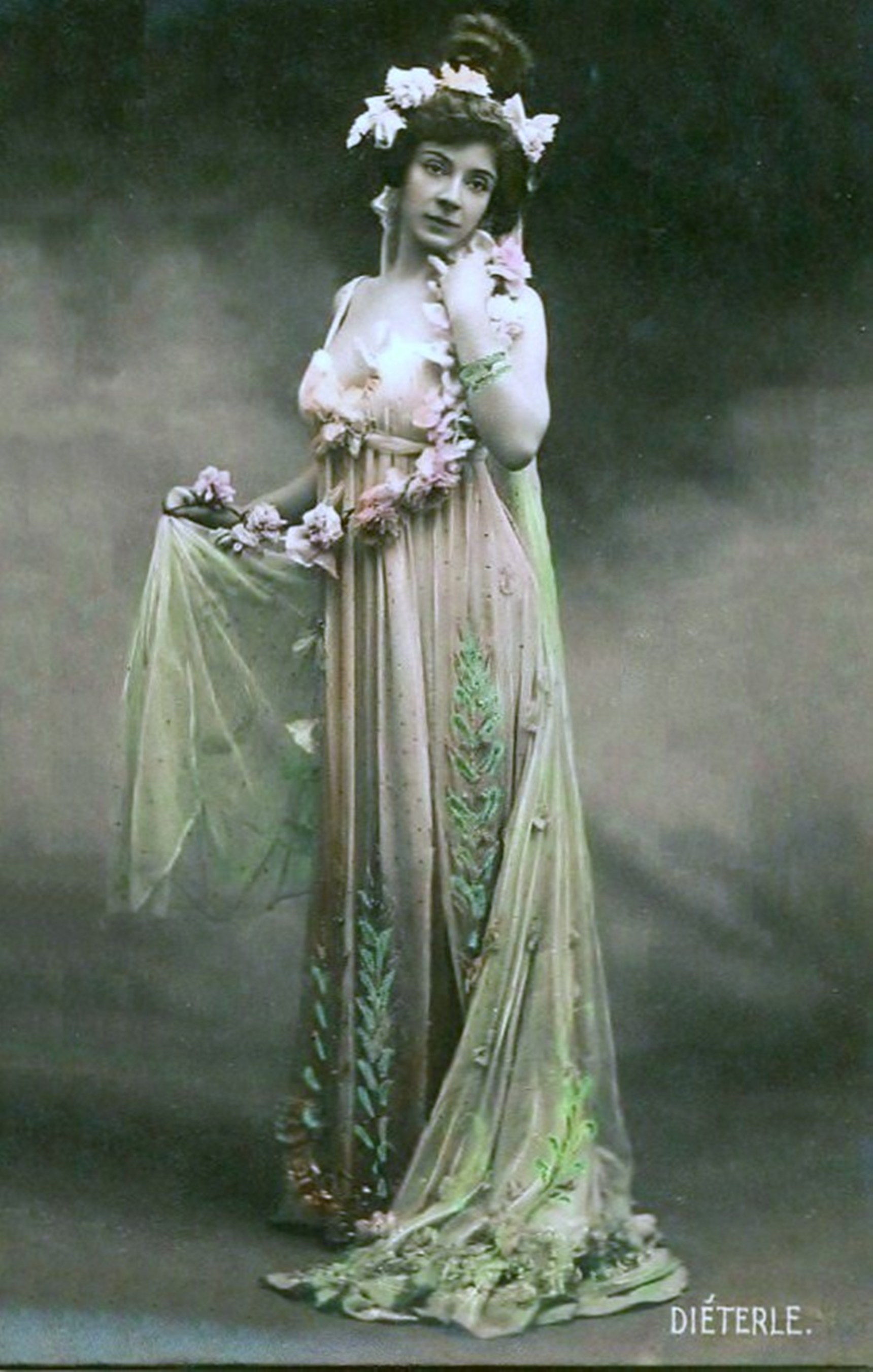
La reine, "Omphale"
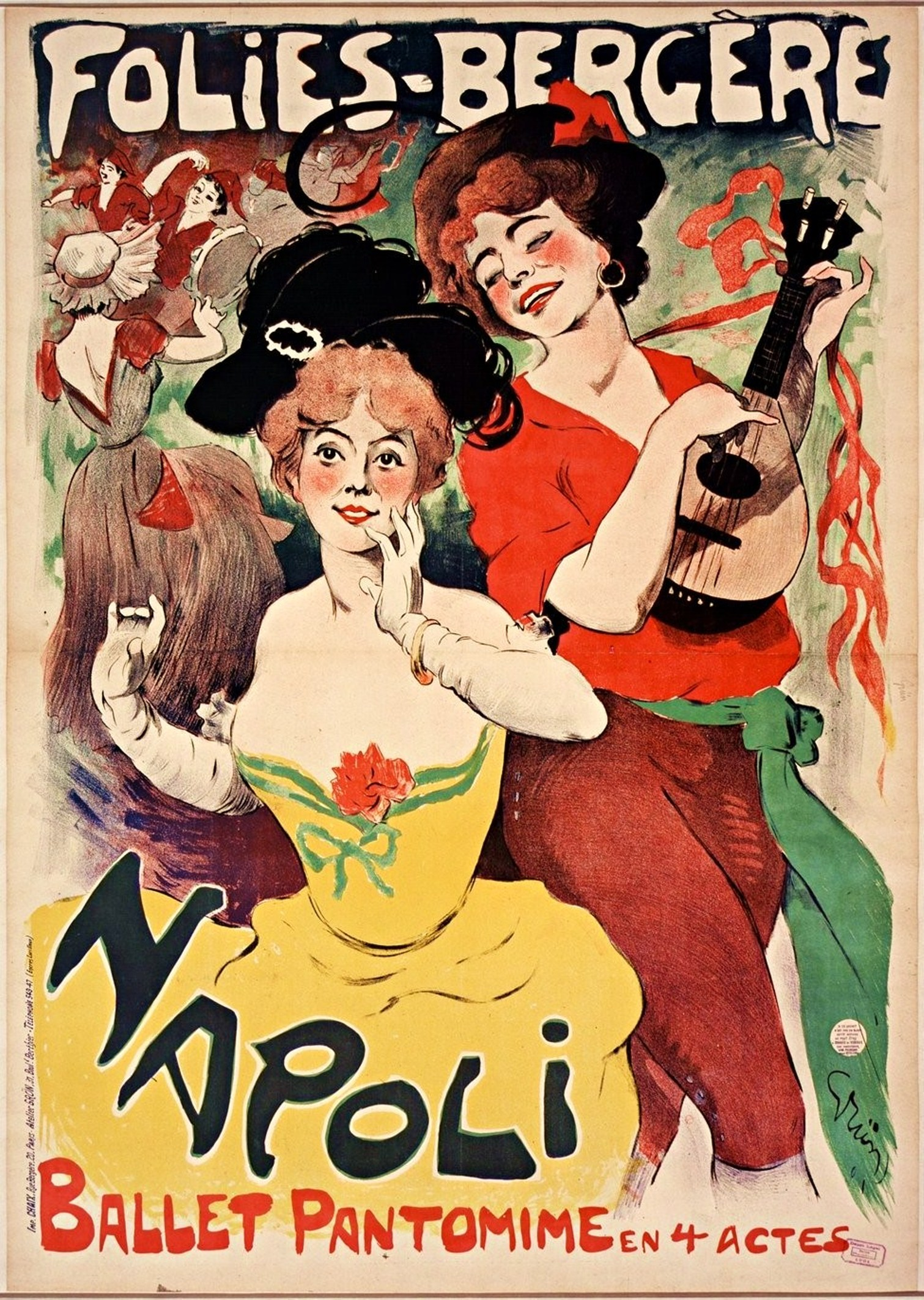
in Folies Bergère
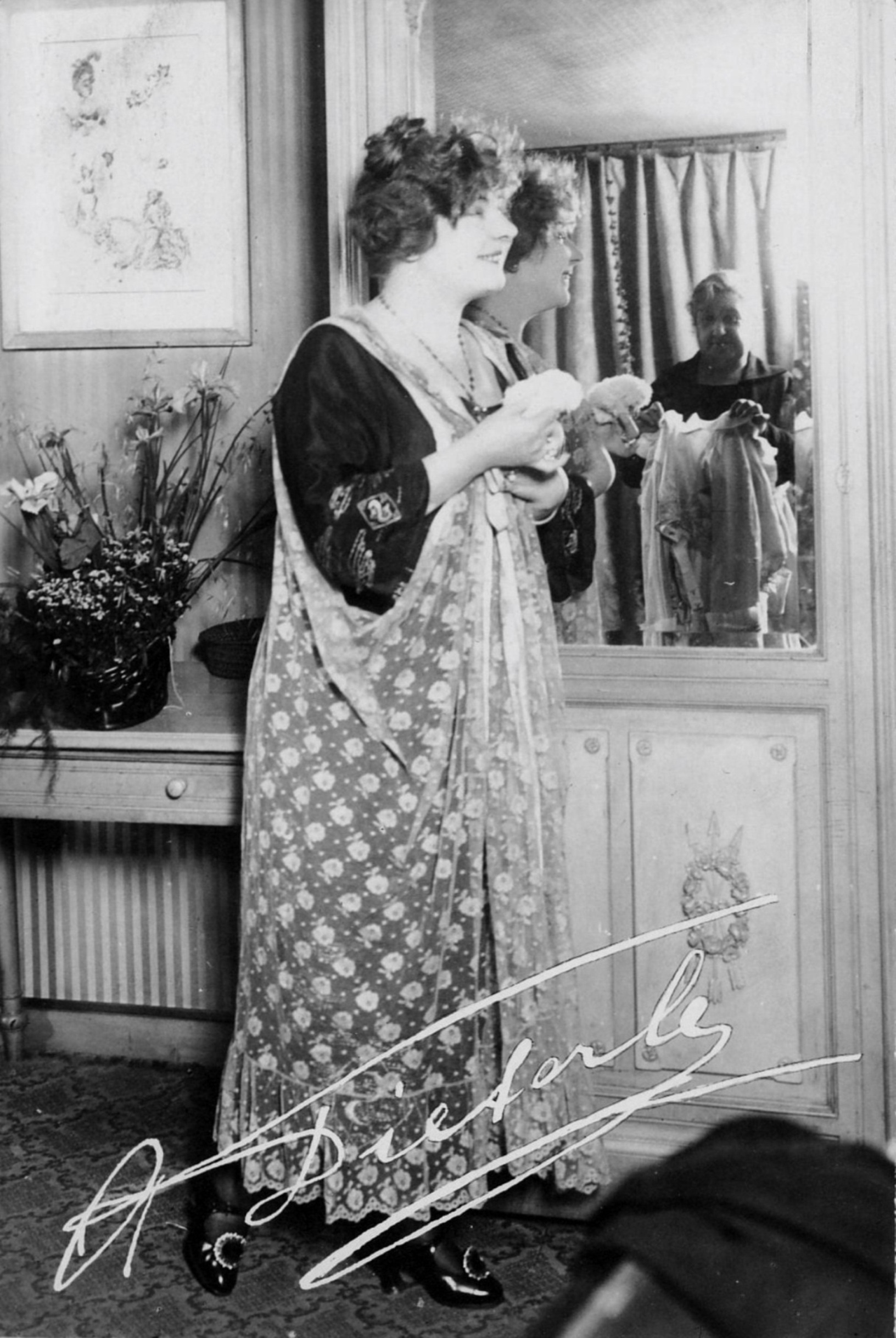
1920

## Trivia
- Als haar vader haar in 1892 erkend is hij bevorderd tot kapitein en gepensioneerd. Hij trouwde op 20 februari (de 21e verjaardag van Amélie) met Dorothée, het echtpaar woonde aan de Rue des Dames 91 in Parijs.
Omdat zij en haar dochter beiden van Duitse afkomst waren was hij waarschijnlijk bang dat zijn carrière in het leger zou worden geschaad als hij eerder met haar was getrouwd.
Op dezelfde dag erkende hij officieel de vader van Amélie te zijn. [1]
Opmerkelijk is ook de aanduiding nicht op de volkstelling van Saint-Germain-en-Laye , 29 rue des Ursulinen, 1881 in de  Departementale archieven van Yvelines.
- In 1919 speelde er ook een rechtszaak aangaande vervalsingen van beeldhouwwerken van Auguste Rodin, via Paul Gallimard raakte ook Emélie betrokken. De sensatiebeluste kranten publiceerden haar verhouding met Paul Gallimard, haar echte achternaam, geboortedatum en haar adres in Parijs[2] Haar zaak werd later geseponeerd maar de verhouding met Gallimard bekoelde en ze verlangde naar rust.
- 29 september 1919 overleed haar vader Louis Laurent in het huis van zijn dochter in Croissy, hij werd begraven op de "Cimetière (Ancien)" van Croissy-sur-Seine. Een van de ondertekenaars  van de overlijdensakte was André Simon, waarmee zij elf jaar later in het huwelijk trad.
 Het overlijden van haar vader en een tante twee jaar eerder schokte Emélie zo dat ze vermoeid zich tussen 1920 en 1922 geleidelijk terug trok van het podium.

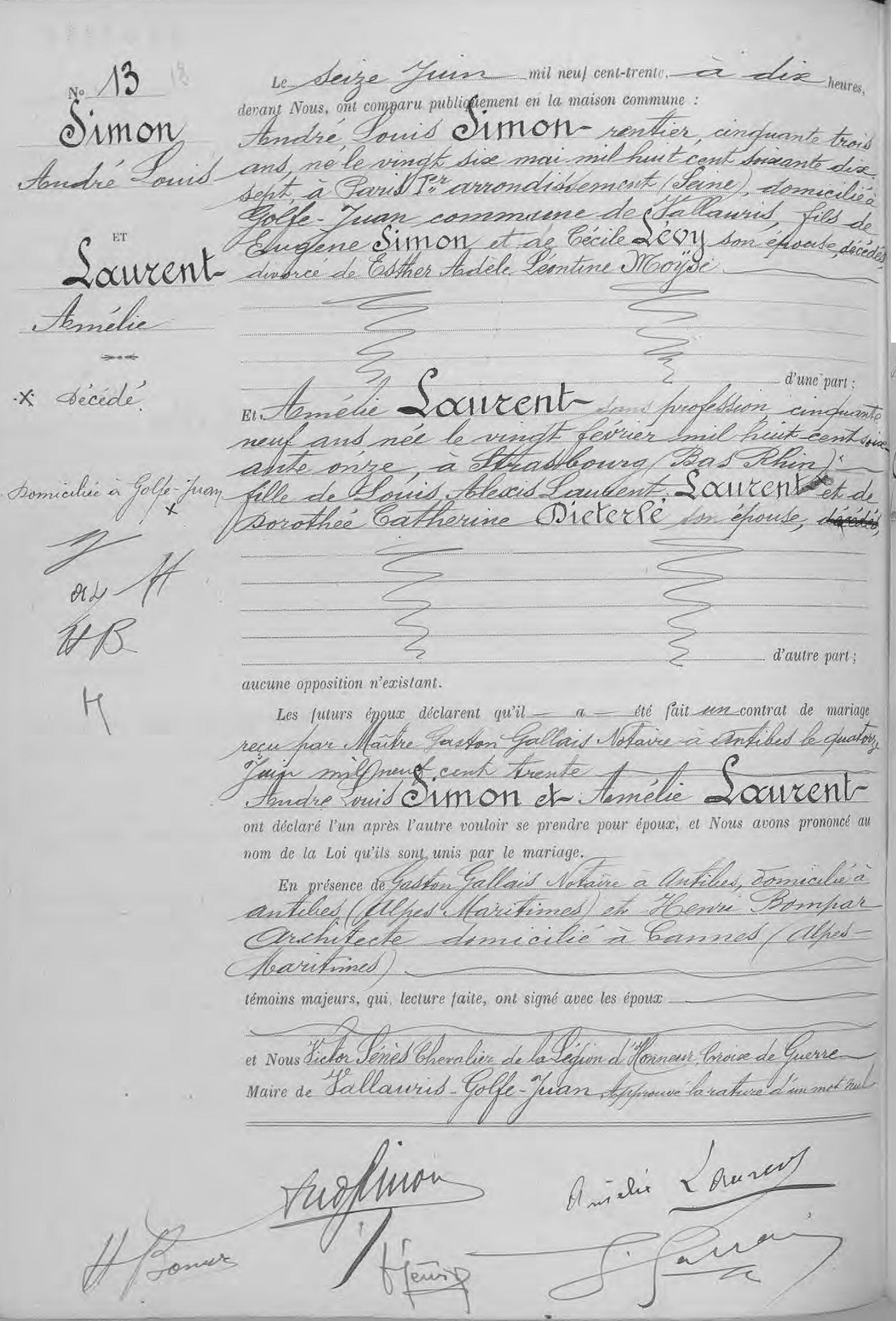
Huwelijksakte
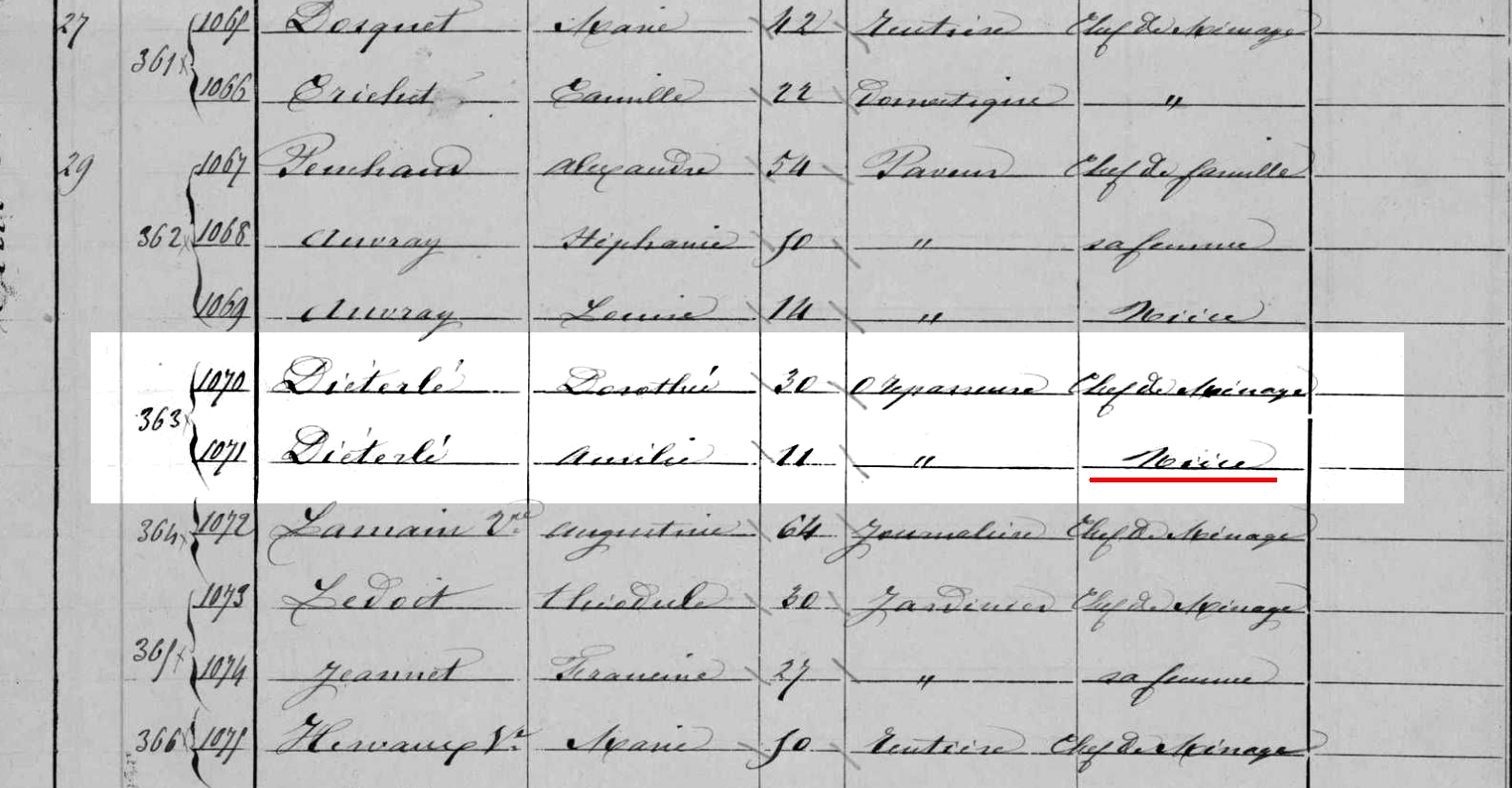
Volkstelling
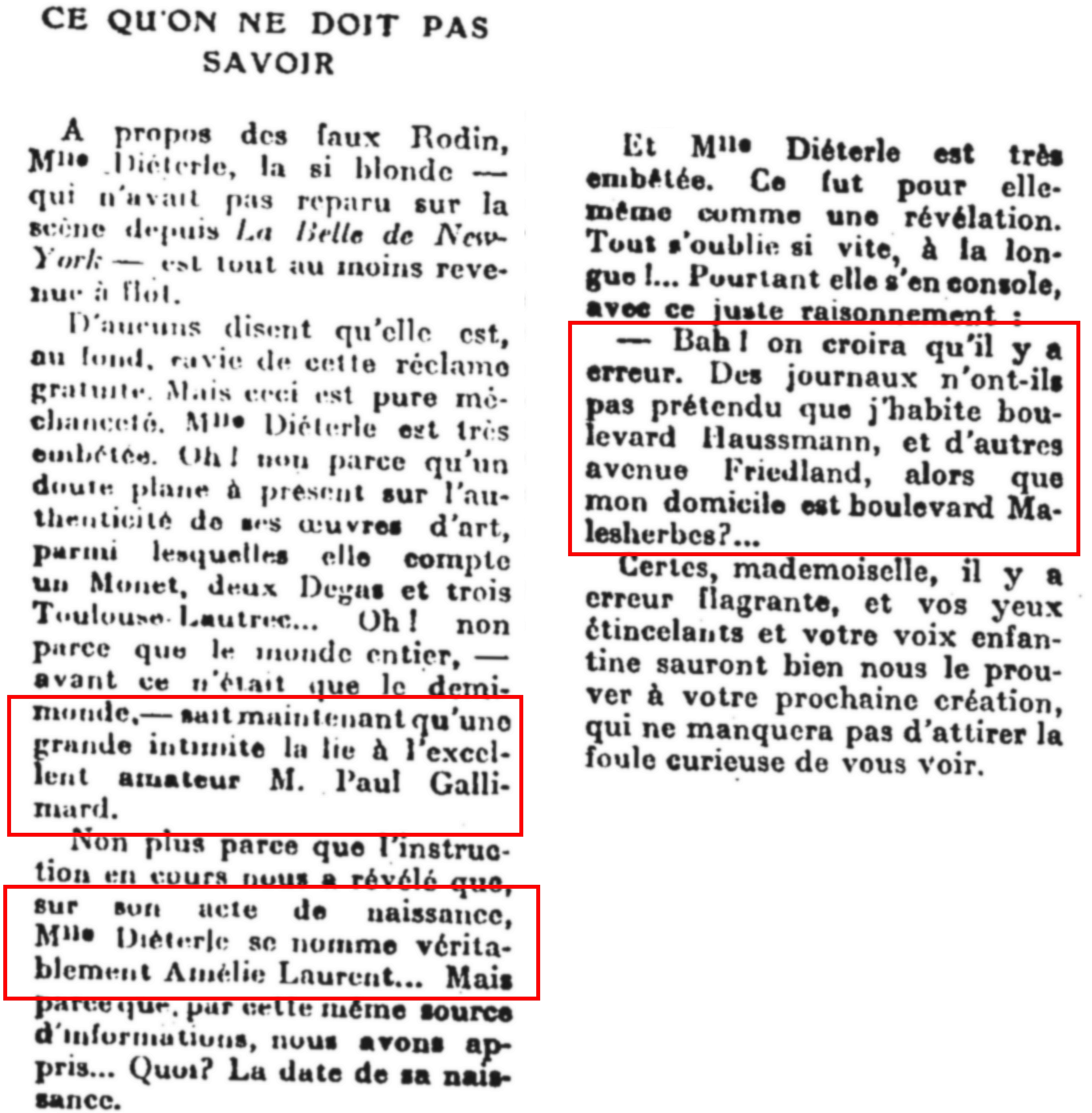
Parisiana

## Hoogtepunten
Theater:
- 1890 : Un chapeau de paille d'Italie, reprise van de komedie, vijfakter d'Eugène Labiche et Marc-Michel, théâtre des Variétés.
- 1891 : Les Héritiers Guichard, komedie -vaudeville, drieakter van Gaston Marot au théâtre des Variétés. rol: Virginie.
- 1891 : Le Fiacre, komedie -vaudeville d'Émile de Najac et d'Albert Millaud au théâtre des Variétés. rol: Cécile.
- 1892 : La Vie parisienne, opéra bouffe, vierakter, d'Henri Meilhac & Ludovic Halévy, muziek: Jacques Offenbach, théâtre des Variétés. rol: Louise.
- 1892 : Deux contre un, komedie, eenakter, de Debelly, théâtre des Variétés.
- 1892 : Les Remords de Gédéon, komedie, eenakter, de Marc Sonal & Victor Gréhon, théâtre des Variétés. rol: Hermance.
- 1892 : La Souricière, komedie, drieakter, d'Alexandre Bisson & Albert Carré, théâtre des Variétés. rol: Charlotte.
- 1893 : Les Vieilles gens, komedie, eenakter d'Albin Valabrègue, théâtre des Variétés.
- 1893 : Le Premier mari de France, vaudeville, drieakter d'Alain Valabrègue, théâtre des Variétés. rol: Clara.
- 1893 : Les Brigands, opéra bouffe, drieakter, d'Henri Meilhac & Ludovic Halévy, muziek: Jacques Offenbach, théâtre des Variétés. rol: Zerlina.
- 1893 : Modes à l'entresol, vaudeville de Marc Sonal et Victor Gréhon, théâtre des Variétés. rol: Virginie.
- 1894 : L'Héroïque Le Cardunois, pièce, drieakter, d'Alexandre Bisson, théâtre des Variétés. rol: Rosalie.
- 1894 : Gentil Bernard ou l'Art d'aimer, komedie, vijfakter mêlée de couplets, van Philippe Dumanoir & Clairville, théâtre des Variétés. rol: Manon.
- 1894 : Madame la Commissaire, vaudeville, drieakter, d'Henri Chivot & Henry Bocage , théâtre des Variétés. rol: Louisette.
- 1894 : Le Premier mari de France, vaudeville, drieakter, van Albin Valabrègue, théâtre des Variétés. rol: Clara.
- 1894 : La Glissade, komedie, drieakter, de Max Maurey & Augustin Thierry, théâtre van de Komedie -Parisienne. rol: Julie.
- 1894 : Mam'zelle Nitouche, pièce, vierakter, d'Henri Meilhac & Albert Millaud, muziek: Hervé , théâtre des Variétés. rol: Lydie.
- 1894 : La Rieuse, pièce, drieakter, d'Ernest Blum & Raoul Toché, muziek: Hervé , théâtre des Variétés. rol: Lise.
- 1895 : La Périchole, opéra bouffe, drieakter, d'Henry Meilhac & Ludovic Halévy, muziek: Jacques Offenbach, théâtre des Variétés. rol: une andalouse.
- 1895 : Le Carnet du Diable, pièce fantastique, vijfakter et huit tableaux d'Ernest Blum et Paul Ferrier, muziek: Gaston Serpette, théâtre des Variétés. rol: Jacinthe.
- 1895 : Chilpéric, opéra bouffe, drieakter et quatre tableaux, d'Hervé en Paul Ferrier, muziek: Hervé, théâtre des Variétés. rol: Hennengarde
- 1896 : L'Œil crevé, opéra bouffe, drieakter, d'Hervé , théâtre des Variétés. rol: Éclosine.
- 1897 : Le pompier de service, vaudeville-opérette, vierakter et sept tableaux de Paul Gavault et Victor de Cottens, muziek: Louis Varney, théâtre des Variétés. rol: Justine.
- 1897 : Paris qui marche, revue, drieakter, d'Hector Monréal et Henri Blondeau, muziek: Henri Chatau , théâtre des Variétés. Rôles : Raphaëlle
- 1898 : Le Nouveau Jeu, komedie, vijfakter et sept tableaux d'Henri Lavedan, théâtre des Variétés. rol: Riquiqui.
- 1899 : L'Enfant Prodigue, pantomime, drieakter van Michel Carré fils, muziek: André Wormser, théâtre van de Renaissance. rol: Phrynette.
- 1899 : En avant : Smart !, fantaisie , de Jules Oudot et Henry de Gorsse, cabaret van de chansonniers : Tréteau de Tabarin au rue Pigalle. rol: la Divette.
- 1900 : Entre cour et jardin, fantaisie-revue, eenakter d'Émile Duranthon et Paul Delay, théâtre des Mathurins. rol: la Commère.
- 1900 : Mignardise, fantaisie, eenakter, de Michel Carré fils & Frédéric Febvre, muziek: Francis Thomé, théâtre des Capucines. rol: Mignardise.
- 1900 : Éducation de prince, pièce, vierakter van Maurice Donnay, au théâtre des Variétés. rol: Mariette Printemps.
- 1900 : Les Brigands , opéra bouffe, drieakter, d'Henri Meilhac en Ludovic Halévy, muziek: Jacques Offenbach, théâtre des Variétés. rol: Duc de Mantoue
- 1900 : La Belle Hélène , opéra bouffe, drieakter d'Henri Meilhac & Ludovic Halévy, muziek: Jacques Offenbach, théâtre des Variétés. rol: Oreste.
- 1900 : Le carnet du Diable , féerie-opérette, drieakter & dix tableaux d'Ernest Blum & Paul Ferrier, muziek: Gaston Serpette, théâtre des Variétés. rol: Sataniella.
- 1901 : Napoli, ballet pantomime, vierakter van Paul Milliet, muziek: Franco Alfano, mise en scène et chorégraphie de Madame Mariquita , Muziek: d'Édouard Marchand, théâtre des Folies Bergère. rol: La Parisienne
- 1901 : Les Travaux d'Hercule, Opéra-bouffe, drieakter van Gaston Arman de Caillavet et Robert de Flers, muziek: Claude Terrasse, théâtre des Bouffes-Parisiens. rol: la reine Omphale.
- 1901 : Lili et Tonton, pièce de Léon Jancey au théâtre des Mathurins. rol: Julie de Vimeuse.
- 1901 : Le Nez qui remue, komedie bouffe, drieakter van Maurice Soulié et Henry de Gorsse, théâtre des Bouffes-Parisiens. rol: Miche.
- 1902 : La Fiancée du scaphandrier, opérette-bouffe, eenakter van Franc-Nohain, muziek: Claude Terrasse, théâtre des Mathurins. rol: Élisa.
- 1902 : Au temps des croisades, opéra-bouffe, eenakter van Franc-Nohain, muziek: Claude Terrasse, théâtre des Mathurins. rol: Dame Bertrade, la jeune châtelaine.
- 1902 : Madame la Présidente, opérette, drieakter, de Paul Ferrier & Auguste Germain, muziek: Edmond Diet, théâtre des Bouffes-Parisiens. rol: Réséda.
- 1902 : L'Armée des vierges, opérette, drieakter, d'Ernest Depré & Louis Herel, muziek: Émile Pessard, théâtre des Bouffes-Parisiens. rol: Léa.
- 1902 : Le Jockey malgré lui, vaudeville-opérette, drieakter van Maurice Ordonneau et Paul Gavault, muziek: Victor Roger, théâtre des Bouffes-Parisiens. rol: Eugénie des Coccinelles.
- 1903 : La Revue à poivre, revue en huit tableaux de E.P. Lafargue à La Scala. rol: Béguinette.
- 1904 : Mam'zelle 5 Louis ou Mam'zelle Cinq Louis, fantaisie-opérette , Drieakte van Armand & Hippolyte Gaëtan Chapoton, muziek: Louis Bernard-Saraz dit Ludovic Ratz, Café-concert Parisiana. rol: Mam'zelle Cinq Louis.
- 1905 : La Petite Milliardaire, komedie fantaisiste, drieakter d'Henri Dumay et Louis Forest, théâtre de l'Athénée. rol: Betsy.
- 1905 : Triplepatte, komedie, vijfakter van Tristan Bernard et André Godfernaux, théâtre de l'Athénée. rol: Yvonne.
- 1905 : Cœur de moineau, komedie, vierakter van Louis Artus, théâtre de l'Athénée. rol: Huguette.
- 1906 : Le Paradis de Mahomet, opérette, drieakter et quatre tableaux, d'Henri Blondeau, muziek: Robert Planquette, théâtre des Variétés. rol: Fathmé.
- 1906 : La Ponette, komedie, vierakter van Louis Artus et Paul Fuchs, théâtre de l'Athénée. rol: La Ponette.
- 1907 : Le Coup de Jarnac, vaudeville, drieakter d'Henry de Gorsse et Maurice de Marsan, théâtre des Folies-Dramatiques. rol: Mme Brétillot.
- 1907 : Des Lys par-ci, délices par-là, revue, eenakter van Jean Meudrot & Paul Bail, théâtre van de Komedie -Royale. Rôles : Fleur de Lys et l'Écaillère ainsi qu'une imitation de Jacassenote.
- 1907 : L'Amour en banque, komedie, drieakter van Louis Artus, théâtre des Variétés. rol: Caroline.
- 1908 : Les Rendez-vous strasbourgeois, opéra-bouffe, eenakter van Romain Coolus, muziek: Charles Cuvillier, théâtre van de Komedie -Royale.
- 1908 : Le Roi, komedie, vierakter van Robert de Flers, Gaston Arman de Caillavet & Emmanuel Arène, théâtre des Variétés. rol: Suzette Bourdier.
- 1909 : Crainquebille, pièce en trois tableaux d'Anatole France, théâtre du Châtelet. rol: une ouvrièrenote.
- 1909 : le 24 octobre, Le Roi, au théâtre des Variétés.
- 1909 : Le Circuit, pièce, drieakter van Georges Feydeau et Francis de Croisset, théâtre des Variétés. rol: Gabrielle.
- 1910 : Au temps des croisades, opérette de Maurice Étienne Legrand dit Franc-Nohain et Claude Terrasse, Palais van de Bourse.
- 1910 : Nos femmes, vaudeville, drieakter van Pierre Filhol, théâtre des Folies-Dramatiques. rol: Chichette.
- 1911 : La Vie parisienne , opéra bouffe, vierakter, d'Henri Meilhac et Ludovic Halévy, muziek: Jacques Offenbach, théâtre des Variétés. rol: la baronne suédoise de Gondremarck
- 1911 : Les Midinettes, komedie, vierakter van Louis Artus, théâtre des Variétés. rol: Germaine Mathivet.
- 1912 : Le Bonheur sous la main, komedie, drieakter van Paul Gavault, théâtre des Variétés. rol: La Vicomtesse.
- 1913 : Cœur de moineau , komedie, vierakter van Louis Artus, théâtre de l'Athénée. rol: Huguette.
- 1913 : La Vie parisienne , opéra bouffe, vierakter d'Henri Meilhac & Ludovic Halévy, muziek: Jacques Offenbach, théâtre des Variétés. rol: la baronne de Gondremarck.
- 1914 : Ma tante d'Honfleur, komedie-bouffe, drieakter van Paul Gavault, théâtre des Variétés. rol: Lucette.
- 1916 : La Petite Femme forte , komedie, eenakter d'Auguste Germain et de Robert Trébor, théâtre Michel.
- 1916 : Amélie Diéterle participe à une grande représentation de Gala organisée par L'Amicale des Foréziens à Paris, au profit des mutilés du département de la Loire au Casino de Paris.
- 1917 : Herminie n'est pas raisonnable, komedie , eenakter van Félix Gandéra au théâtre & music-hall Cadet Rousselle.
- 1918 : La Dame de Monte-Carlo, opérette, drieakter van Georges Léglise et Edmond Pingrin, muziek: Germaine Raynal & Hubert Mouton, théâtre des Variétés. rol: Florette Nemours.
- 1919 : Amélie Diéterle ne se produit pas sur scène cette année-là,.
- 1920 : J'veux avoir un Enfant, komedie -vaudeville, drieakter van Nicolas Nancey & Jean Rioux, d'après la pièce américaine : Thery very idea, théâtre de l'Ambigu. rol: Édith Goodhue.
- 1921 : Le Roi, de Gaston Arman de Caillavet, Robert de Flers et Emmanuel Arène, théâtre des Variétés. rol: Youyou128.
- 1922 : La Belle Angevine, komedie, drieakter van Maurice Donnay et André Rivoire, théâtre des Variétés. rol: Huguette Valois.
- 1922 : Ma Tante d'Honfleur , komedie -bouffe, drieakter van Paul Gavault, théâtre des Variétés. rol: Lucettenote.

Films:
- 1909: Femme de chambre improvisée, door Georges Monca
- 1909: Jim Blackwood jockey, door Georges Monca
- 1909: Les Deux cambrioleurs, door Georges Monca
- 1909: Le Luthier de Crémona, door Albert Capellani
- 1909: Le Légataire universel, door André Calmettes
- 1910: Mimi Pinson, door Georges Monca. rol: Mimi Pinson
- 1910: Le Noël du peintre, door Georges Monca
- 1910: La Cigale et la Fourmi, door Georges Monca
- 1910: La Chatte métamorphosée en femme, door Michel Carré. rol: Kato
- 1911: Le Mort vivant, door Michel Carré
- 1911: Le Rival dupé, door Michel Carré. rol: de bruid
- 1911: Rigadin cambrioleur, door Georges Monca
- 1911: Boubouroche, door Georges Monca
- 1911: Rigadin et la locataire récalcitrante, door Georges Monca
- 1911: Le Nez de Rigadin, door Georges Monca
- 1911: Les Maladresses de Rigadin, door Georges Monca
- 1912: Rigadin explorateur, door Georges Monca
- 1912: Rigadin et la Tante à héritage, door Georges Monca. rol: de tante
- 1912: Le Ménage de Rigadin, door Georges Monca
- 1912: Rigadin et la Divorcée récalcitrante, door Georges Monca
- 1912: Les Trois sultanes, door Adrien Caillard. *rol: Roxelane
- 1912: Rigadin entre deux flammes, door Georges Monca
- 1912: Rigadin aux Balkans, door Georges Monca
- 1913: Le Feu vengeur de Georges, door Georges Monca. *rol: Comtesse de Grandchamp.H, door